# Temple City
Temple City is een plaats (city) in de Amerikaanse staat Californië, en valt bestuurlijk gezien onder Los Angeles County. De meerderheid van de bewoners is Aziatisch-Amerikaans.

## Demografie
Bij de volkstelling in 2000 werd het aantal inwoners vastgesteld op 33.377.
In 2006 is het aantal inwoners door het United States Census Bureau geschat op 37.890, een stijging van 4513 (13,5%).
In 2010 woonden er 35.558 mensen in Temple City. Deze bestond uit 11.941 blanken, 283 Afro Amerikanen, 150 Indianen, 19.803 Aziatische Amerikanen, 31 Oceaniërs, 2316 van andere rassen en 1034 van twee of meer rassen afstammend. Van de totale bevolking is 6853 latino. De latino's en de Aziaten groeien veel sneller in aantal dan andere bevolkingsgroepen.

## Geografie
Volgens het United States Census Bureau beslaat de plaats een oppervlakte van
10,4 km², geheel bestaande uit land.

## Plaatsen in de nabije omgeving
De onderstaande figuur toont nabijgelegen plaatsen in een straal van 8 km rond Temple City.

## Geboren
- Steven Lindsey (1960), astronaut
- Julia Ling (1983), actrice